# Richard Dickinson
Richard Dickinson (ur. ?) – brytyjski lekkoatleta, skoczek o tyczce.
Należał do czołowych skoczków o tyczce na świecie ostatniej dekady XIX wieku, nie wziął jednak udziału w konkursie tyczkarzy podczas pierwszych nowożytnych igrzysk olimpijskich (1896).
Pięciokrotny mistrz Wielkiej Brytanii (1890, 1892–1895). 

## Rekordy życiowe
- Skok o tyczce – 3,58 (4 lipca 1891, Kidderminster) do 1898 nieoficjalny rekord świata[3], do 1928 rekord Wielkiej Brytanii[4]